# 金森栄治
金森 栄治（かなもり えいじ、1957年1月24日 - ）は、石川県金沢市出身の元プロ野球選手（外野手, 捕手）・監督・コーチ、解説者・評論家。
1985年から1992年の登録名は、同じ読みの「金森 永時」。
学生時代「鈍臭い亀」というキャッチフレーズが付いており、プロでのあだ名は「ドンちゃん」「ドンガメ」。

## 経歴
PL学園中学校から進学したPL学園高校では3年次の1974年、「3番・二塁手」として夏の甲子園に出場したが、初戦の2回戦で、この大会に優勝した銚子商のエース土屋正勝に抑えられ敗退。
高校卒業後は1975年に早稲田大学へ進学し、捕手に転向するが、3年次の1977年までは山倉和博の控えであった。山倉の卒業後に頭角を現し、東京六大学リーグでは、4年次の1978年春季で首位打者を獲得。向田佳元、北口勝久（のち松下電器）とバッテリーを組み、捕手として同季のベストナインに選出された。秋季では、岡田彰布の後の5番打者として9季ぶりのリーグ優勝に貢献したが、直後の明治神宮野球大会では準決勝で中本茂樹を擁する同志社大学に敗れた。リーグ通算32試合出場、97打数39安打、打率.402、2本塁打、25打点。
大学卒業後の1979年、主将の中屋恵久男と共に、結成間もないプリンスホテルへ入社。1980年には石毛宏典・中尾孝義らと、チームを悲願の都市対抗初出場に導いたが、2回戦で新日鐵釜石に延長13回の熱戦の末に敗退。1981年の都市対抗には東京ガスの補強選手として出場し、準決勝進出に貢献するが、電電東京に惜敗。この大会では首位打者も獲得し、この時のチームメイトに斉藤浩行がいた。同年のインターコンチネンタルカップ日本代表となり、社会人ベストナイン（外野手）にも選出された。同年のドラフトで西武ライオンズに2位で指名され、入団。

### プロ時代
1年目の1982年9月9日の対ロッテオリオンズ戦（西武球場）に8番・捕手として先発しプロ初出場。リードでは森繁和・高橋直樹とバッテリーを組み、5回裏に深沢恵雄から2点適時打を放って初安打・初打点を記録。同14日の対近鉄バファローズ戦（日生球場）でも先発マスクを被り、井本隆から安打を放った。同年はこの2試合で8番・捕手として先発したが、大石友好・黒田正宏・伊東勤の壁を破れなかった。
2年目の1983年に外野手に転向、74試合に出場し打率.293と台頭。5月13日の対近鉄戦（日生）では7回表に柳田豊からソロ本塁打を放ち、初本塁打を記録。読売ジャイアンツ（巨人）との日本シリーズ第6戦では延長10回に江川卓からサヨナラ安打を放った。
1985年には開幕直後から2番に定着して初めて規定打席に到達し、リーグ8位の打率.312を記録。ベストナイン、ゴールデングラブ賞に選ばれ、同年から1987年まで3年連続でオールスターに出場した。初出場となった同年のオールスターには広岡達朗監督の推薦で選出され全3試合で出場機会を与えられたが、その後は負傷もあって出番は減った。阪神タイガースとの日本シリーズでは全6試合に2番・左翼手として先発し、19打数4安打に終わったが、打線の繋ぎ役を務めた。
1984年、1985年と2年連続してリーグ最多死球も記録し、体に近い投球が来ると人目憚らず「あーっ！」と大声を出したため、当時の『珍プレー好プレー』においては「生キズ男金森特集」として、大声をあげながら死球を受けるシーンの数々を編集したコーナーもあった。死球の多さから「東の金森、西の達川」「爆笑生傷男」と呼ばれ、1984年には12死球を記録したが、金森が死球を受けた試合ではチームは11勝1敗であった。1985年に15個を記録したものの、1986年は6個と半分以下に減少している。
1987年にはPLの後輩清原和博や同じ外野手の秋山幸二・吉竹春樹とともにオールスターファン投票選出され、さらに連続日本一にも貢献した。
1988年シーズン途中に北村照文との交換トレードで阪神へ移籍。5月28日の対大洋ホエールズ戦（甲子園）で、石橋貢が放った外野への飛球をグラブに収めようとラッキーゾーンのフェンスによじ登ったが、ボールには届かなかったばかりか、バランスを崩した金森自身もラッキーゾーンの内側に転落。その瞬間に読売テレビの実況アナウンサーが「金森も入った！」と絶叫した場面は『珍プレー好プレー』で取り上げられた。1989年にはシーズン後半に5番打者として起用されて打率.306の成績を残したが、1992年限りで自由契約となった。
1993年、野村克也監督率いるヤクルトスワローズに移籍。代打の切り札として再生し、低打率ながら出塁率.370で日本一に貢献した。9月19日の対巨人戦（東京ドーム）では、PLの後輩橋本清のビーンボールに激怒し、マウンド上の橋本に詰め寄ったため、両チームのベンチから関係者が飛び出す大乱闘を招き、後で関係者に謝罪したが、未遂を含め死球に絡んで激怒したのはこれが唯一であった。
1995年には代打で.324の高打率を記録し、2年ぶりのリーグ優勝に貢献した。9月29日の対巨人戦（神宮球場）で8回裏に加藤博人の代打として起用され、1,000試合出場を達成。野村が球団に「数字だけで判断しないでほしい。ベンチのムードメイク、練習の態度など若手の見本で貴重な戦力。私が監督をやる限り置いてくれ」と頼み込むなど、その評価は高かったが、1996年限りで現役を引退。

### 現役引退後
引退後は、ヤクルト一軍打撃コーチ補佐（1997年 - 1999年）、西武一軍打撃コーチ補佐（2001年）→一軍打撃コーチ（2002年）、ダイエーホークス→福岡ソフトバンクホークススコアラー（2003年）・一軍打撃コーチ（2005年 - 2006年）、阪神一軍打撃コーチ（2004年）、BCL・石川ミリオンスターズ監督（2007年 - 2009年）、ロッテ一軍打撃兼野手チーフコーチ（2010年 - 2011年）→二軍打撃コーチ（2012年）→一軍打撃コーチ（2018年）、金沢学院高監督（2014年 - 2016年）、ノースアジア大学コーチ（2017年）、東北楽天ゴールデンイーグルス一軍打撃チーフコーチ（2019年）→一軍打撃コーチ（2020年 - 2021年）→育成打撃コーチ（2022年）、早稲田大学コーチ（2023年1月 - 2月）→助監督（2023年3月 -）と、多くのチームで指導者を務めている。
ヤクルト打撃コーチ補佐として推薦したのは野村で「あいつは選手に何も教えなくていい。ベンチにいてくれるだけでいい」と言わしめたほどであり、1997年のリーグ優勝・日本一に貢献した。
古巣・西武では和田一浩、アレックス・カブレラ、スコット・マクレーンを開花させ、2002年のリーグ優勝に貢献。特にカブレラから慕われており、任期満了でコーチを退任した時にカブレラに「僕も辞める」と言わしめた。一方で、当時他の首脳陣から孤立してしまい、作戦会議などには出席せずカブレラ専属コーチのようになっていた。和田も、金森が石川監督を務めていた際には「北陸遠征に行った時は食事を一緒にします。弟子はどこまでいっても弟子ですので」と語っていた。
ダイエースコアラーとしてはフリオ・ズレータを発掘し、スコアラーという肩書きではあったが、監督の王貞治から打撃補佐的な役割を依頼され、しばしばグラウンドに出ては選手の練習を手伝った。春季キャンプでは城島健司や井口資仁にアドバイスすることも多く、その後2人の打撃開眼に大きな役割を果たし、特に城島とはその後も強い師弟関係で結ばれ、城島が出場した日米野球や佐世保での自主トレなどにも姿を見せていた。
石川監督時代は『NHK-BS大リーグ中継』解説者も兼務しつつ、初年度からチームを優勝に導き、内村賢介をプロ野球ドラフト指名選手として送り出した。
ロッテ1期目は西岡剛・荻野貴司・清田育宏・岡田幸文らを指導してチームの日本一に貢献したが、2011年はチーム打率、得点はリーグ最下位に低迷した。ロッテでは相手投手が代わった時などに、次打者の元へ向かいアドバイスすることがよく見られた。
2013年には「TBSニュースバード」・テレ朝チャンネル解説者、『夕刊フジ』評論家を務めた。シーズンオフには高校生への指導に必要な日本学生野球協会の指導者講習会を受講し、2014年3月4日付で日本学生野球協会から学生野球資格の回復を認定された。2014年4月1日付で、地元・金沢学院東高校監督に3年の契約期間で就任。大学生時代に教職課程を履修していたため、2015年春からは同校の教員として保健体育の実技と授業も受け持った。
2023年1月に早稲田大学野球部コーチ、同年3月より助監督に就任。

## 指導者として
打撃コーチとしては理論派である。指導は基本的にボールを手元まで引き付けて、脇を締めて腰の回転を使って打つというものであり、藤田平は「赤星憲広や藤本敦士のような非力な打者にまで当てはめている」と批判した。この理論について金森は「力のない打者こそやるべきだ」「腕が伸びた状態より、脇を締めて身体の近くでバットを振った方が操作しやすいし、力も伝わる」と述べている。一方、伊勢孝夫は藤田とは逆に、「このスイングはアベレージヒッターには適しているが、長距離タイプには向かないように思う」と評している。

## プレースタイル
自分から死球を狙いに行くことが多く「当たり屋」として知られ、デッドボールのパフォーマンスでファンを沸かせた時期があった。阪神移籍後、最初に死球を受けた際には、観衆から「おめでとう！」の声が飛び交った。また、足を投げ出し実際に当たったが、球審が死球を認めず、打ち直しで本塁打を放ったこともある。
もっとも金森はパフォーマンスのつもりではなく、本気で痛かった。死球を受ける際に「あーっ！」と叫んでいたのは痛みを紛らわすためである。ボールを体の近くまで引きつけて打ちにいくスタイルのため、どうしても逃げ遅れてしまうのが被死球の多かった原因だという見立てもある。

## 人物
早稲田大学サッカー部出身の加藤久とは現在も大親友。加藤は体育会の学生としては勤勉であったため、加藤からレポートや試験の答案を写させてもらうこともあったと著書に記している。
下戸であり、ビール1杯で顔が赤くなってしまい、1本飲むと気持ち悪くなり吐いてしまうほどである。西武時代は禁酒と厳しい門限で飲み歩けずストレスを溜める選手もいたが、金森は酒には興味がなく、宿舎の食事も美味しいと感じていたため、むしろ幸運であった。阪神時代は早大で1年後輩であった岡田が親分肌で酒席の中心であり、金森がまるで飲めないことをよく知っていたため、うまく取りなしてくれていた。
妻は西宮球場でリリーフカーの運転手を務めていた女性で、その馴れ初めが水島新司の漫画『あぶさん』で描かれている。

## 詳細情報

### 年度別打撃成績
| 年 度      | 球 団      | 試 合 | 打 席 | 打 数 | 得 点 | 安 打 | 二 塁 打 | 三 塁 打 | 本 塁 打 | 塁 打 | 打 点 | 盗 塁 | 盗 塁 死 | 犠 打 | 犠 飛 | 四 球 | 敬 遠 | 死 球 | 三 振 | 併 殺 打 | 打 率 | 出 塁 率 | 長 打 率 | O P S |
| ---------- | ---------- | ----- | ----- | ----- | ----- | ----- | -------- | -------- | -------- | ----- | ----- | ----- | -------- | ----- | ----- | ----- | ----- | ----- | ----- | -------- | ----- | -------- | -------- | ----- |
| 1982       | 西武       | 4     | 10    | 9     | 3     | 2     | 0        | 0        | 0        | 2     | 2     | 0     | 0        | 0     | 0     | 1     | 0     | 0     | 2     | 0        | .222  | .300     | .222     | .522  |
| 1983       | 西武       | 74    | 210   | 174   | 26    | 51    | 7        | 1        | 3        | 69    | 22    | 3     | 1        | 7     | 2     | 22    | 0     | 5     | 17    | 5        | .293  | .384     | .397     | .781  |
| 1984       | 西武       | 65    | 181   | 148   | 19    | 37    | 9        | 0        | 2        | 52    | 19    | 0     | 0        | 5     | 1     | 15    | 0     | 12    | 17    | 0        | .250  | .364     | .351     | .715  |
| 1985       | 西武       | 129   | 514   | 413   | 71    | 129   | 18       | 2        | 12       | 187   | 55    | 2     | 3        | 30    | 1     | 55    | 0     | 15    | 50    | 11       | .312  | .411     | .453     | .864  |
| 1986       | 西武       | 112   | 405   | 336   | 42    | 100   | 18       | 5        | 3        | 137   | 34    | 3     | 3        | 23    | 3     | 37    | 2     | 6     | 37    | 13       | .298  | .374     | .408     | .782  |
| 1987       | 西武       | 91    | 291   | 268   | 21    | 65    | 13       | 1        | 2        | 86    | 22    | 3     | 1        | 8     | 1     | 13    | 1     | 1     | 25    | 6        | .243  | .279     | .321     | .600  |
| 1988       | 西武       | 4     | 13    | 11    | 1     | 1     | 0        | 0        | 0        | 1     | 0     | 0     | 0        | 2     | 0     | 0     | 0     | 0     | 1     | 0        | .091  | .091     | .091     | .182  |
| 1988       | 阪神       | 79    | 201   | 177   | 13    | 37    | 6        | 4        | 2        | 57    | 14    | 0     | 2        | 3     | 0     | 20    | 1     | 1     | 16    | 2        | .209  | .293     | .322     | .615  |
| '88計      | 阪神       | 83    | 214   | 188   | 14    | 38    | 6        | 4        | 2        | 58    | 14    | 0     | 2        | 5     | 0     | 20    | 1     | 1     | 17    | 3        | .202  | .282     | .309     | .591  |
| 1989       | 阪神       | 77    | 138   | 121   | 13    | 37    | 5        | 2        | 0        | 46    | 17    | 0     | 0        | 2     | 0     | 13    | 1     | 2     | 11    | 4        | .306  | .382     | .380     | .763  |
| 1990       | 阪神       | 68    | 120   | 95    | 11    | 25    | 9        | 0        | 0        | 34    | 13    | 0     | 1        | 0     | 1     | 20    | 2     | 4     | 5     | 4        | .263  | .408     | .358     | .766  |
| 1991       | 阪神       | 73    | 148   | 136   | 13    | 32    | 8        | 1        | 2        | 48    | 14    | 0     | 0        | 0     | 1     | 9     | 0     | 2     | 9     | 3        | .235  | .291     | .353     | .643  |
| 1992       | 阪神       | 42    | 44    | 44    | 1     | 10    | 0        | 0        | 0        | 10    | 3     | 0     | 0        | 0     | 0     | 0     | 0     | 0     | 9     | 2        | .227  | .227     | .227     | .455  |
| 1993       | ヤクルト   | 46    | 55    | 41    | 3     | 7     | 1        | 1        | 0        | 10    | 3     | 0     | 0        | 1     | 0     | 13    | 0     | 0     | 7     | 1        | .171  | .370     | .244     | .614  |
| 1994       | ヤクルト   | 71    | 72    | 70    | 1     | 19    | 3        | 0        | 0        | 22    | 5     | 0     | 0        | 0     | 0     | 2     | 0     | 0     | 10    | 4        | .271  | .292     | .314     | .606  |
| 1995       | ヤクルト   | 67    | 80    | 71    | 8     | 23    | 6        | 1        | 1        | 34    | 10    | 0     | 0        | 1     | 1     | 5     | 0     | 2     | 5     | 4        | .324  | .380     | .479     | .859  |
| 1996       | ヤクルト   | 46    | 46    | 45    | 3     | 8     | 1        | 0        | 0        | 9     | 6     | 0     | 0        | 0     | 0     | 1     | 0     | 0     | 1     | 2        | .178  | .196     | .200     | .396  |
| 通算：15年 | 通算：15年 | 1048  | 2528  | 2159  | 249   | 583   | 104      | 18       | 27       | 804   | 239   | 11    | 11       | 82    | 11    | 226   | 7     | 50    | 222   | 61       | .270  | .351     | .372     | .724  |

- 各年度の太字はリーグ最高

### 年度別守備成績
| 年 度 | 捕手 | 捕手   | 捕手   | 捕手   | 捕手   |
| 年 度 | 試合 | 企図数 | 許盗塁 | 盗塁刺 | 阻止率 |
| ----- | ---- | ------ | ------ | ------ | ------ |
| 1982  | 4    |        | 4      | 0      | .000   |
| 1983  | 1    |        | 0      | 0      | ----   |
| 1986  | 1    |        | 0      | 0      | ----   |
| 通算/ | 6    |        | 4      | 0      | .000   |

### 表彰
- ベストナイン：1回（外野手部門：1985年）
- ダイヤモンドグラブ賞：1回（外野手部門：1985年）

### 記録
初記録
- 初出場・初先発出場：1982年9月9日、対ロッテオリオンズ後期11回戦（西武ライオンズ球場）、「8番・捕手」として先発出場
- 初安打・初打点：同上、5回裏に深沢恵雄から2点適時打
- 初本塁打：1983年5月13日、対近鉄バファローズ6回戦（日生球場）、7回表に柳田豊からソロ

節目の記録
- 1000試合出場：1995年9月29日、対読売ジャイアンツ24回戦（明治神宮野球場）、8回裏に加藤博人の代打として出場 ※史上328人目

その他の記録
- オールスターゲーム出場：3回（1985年、1986年、1987年）

### 背番号
- 26（1982年 - 1988年途中）
- 5（1988年途中 - 1992年）
- 32（1993年 - 1996年）
- 89（1997年 - 1999年）
- 75（2001年 - 2002年、2010年 - 2012年）
- 88（2004年）
- 81（2005年 - 2006年、2019年 - 2022年）
- 2（2007年 - 2009年）
- 71（2018年）

### 登録名
- 金森 栄治（かなもり えいじ、1982年 - 1984年、1993年 - 1996年）
- 金森 永時（かなもり えいじ、1985年 - 1992年）

### BCリーグ監督としてのチーム成績

#### レギュラーシーズン
| 年度      | 球団      | 順位      | 試合 | 勝利 | 敗戦 | 引分 | 勝率 | チーム 本塁打 | チーム 打率 | チーム 防御率 | 年齢        |
| --------- | --------- | --------- | ---- | ---- | ---- | ---- | ---- | ------------- | ----------- | ------------- | ----------- |
| 2007年    | 石川      | 1位       | 72   | 43   | 22   | 7    | .662 | 12            | .266        | 3.02          | 50歳        |
| 2008年    | 石川      | 2位       | 72   | 31   | 30   | 11   | .508 |               |             |               | 51歳        |
| 2009年    | 石川      | 1位       | 72   | 42   | 27   | 3    | .609 |               |             |               | 52歳        |
| 通算：3年 | 通算：3年 | 通算：3年 | 216  | 116  | 79   | 21   | .594 | 地区優勝2回   | 地区優勝2回 | 地区優勝2回   | 地区優勝2回 |

#### ポストシーズン
| 年度 | 球団 | 大会名                                     | 対戦相手                                | 勝敗         |
| ---- | ---- | ------------------------------------------ | --------------------------------------- | ------------ |
| 2007 | 石川 | 日本独立リーグ・グランドチャンピオンシップ | 香川オリーブガイナーズ（IL1位）         | 1勝3敗       |
| 2008 | 石川 | 北陸地区プレーオフ                         | 富山サンダーバーズ（BC北陸1位）         | 1勝1敗（※2） |
| 2009 | 石川 | 北陸地区プレーオフ                         | 富山サンダーバーズ（BC北陸2位）         | 1勝2敗（※3） |
| 2009 | 石川 | BCリーグチャンピオンシップ                 | 群馬ダイヤモンドペガサス（BC上信越1位） | 1勝3敗       |

※1 勝敗の太字は勝利したシリーズ
※2 富山が前後期優勝のため石川は2戦全勝が条件。富山がBCリーグチャンピオンシップに出場
※3 石川が前後期優勝のため富山は3戦全勝が条件。石川がBCリーグチャンピオンシップに出場